# Operculina aurea
Operculina aurea là một loài thực vật có hoa trong họ Bìm bìm. Loài này được (Kellogg ex Curran) House mô tả khoa học đầu tiên năm 1909.